# Broken (segunda parte)
"Quebrado (segunda parte)" (en inglés "Broken (Second part) es el centésimo décimo segundo episodio de la serie norteamericana House y segundo de su sexta temporada. Fue emitido el 15 de octubre de 2009 en España, 21 de septiembre de 2009 en EE. UU. y 22 de octubre de 2009 en Latinoamérica.

## Sinopsis
House tiene su primera terapia individual con Norlan, si quiere solucionar sus problemas debe hablar con las personas, le dice a House que todas los eventos que le hayan pasado para Norlan todos son relevantes, pero es cierto que algunas cosas son más relevantes que otras, pero solo se sabe hablando. House quiere recuperarse o lo que sea que eso signifique, se hartó de ser miserable y le gustaría ser feliz. Norlan le da a House antidepresivos, también le dice que si toma medicamentos no perderá el toque, que causa conexiones y lo hace un médico exitoso, House le contesta metafóricamente que si van Gogh hubiera sido paciente de Norlan le hubiera conformado con pintar casas en lugar de la "Noche estrellada". Norlan le contesta que si van Gogh hubiera seguido pintando grandes obras inspirado en el cielo nocturno pero no desde la ventana de un hospital psiquiátrico y que sus dos orejas estarían intactas, por lo que House debe confiar en Norlan.
Al día siguiente, House se forma para tomar sus pastillas, Alvie le pregunta que hace formado y que si los engañó al no haberse tomado sus pastillas, House se niega porque se tragó las pastillas y decidió sanar, Alvie le dice que lo han quebrado, House le dice que ellos no lo quebraron, él ya estaba quebrado. Más tarde Norlan le da un traje y le dice que como van las relaciones con los demás pacientes, Norlan quiere que vaya a una reunión formal con él para que confíe y se relacione con las personas. Estando en la reunión, Norlan le dice que empezará con extraños. En el bufet le dice "Hey" a un desconocido para empezar una conversación, el sr. es donador según House, le confiesa que se aprovecha de su amigo, ya que solo tiene uno, le miente diciendo que es gay, pero le dice que Norlan es su amante y también su psiquiatra, el sr. termina huyendo ya que House lo asustó, Lydia le dice que no es gay y que miente, esos sentimientos deben ser reales, House le dice que no lo había pensado de esa manera, House comienza una plática con una mujer que estaba sentada en una mesa sola, Lydia finge ser la esposa de una manera celosa. Norlan le dice que si se divierte, House le contesta que hizo conexión con un hombre pero su propensión a arruinar las cosas se apoderó de él y su deseo de divertirse superó su propensión, Norlan le dice que no arruinó nada, la misión no era confiar en las personas con toda su alma, la misión era enseñarle que se puede confiar; algunas personas lo tacharon como el "mujeriego" detestable o el productor erótico que todos pensaron, porque cree que las personas serían diferentes si saben la verdad dice Norlan, Lydia interrumpe, le da una copa a House y se besan.
Al día siguiente, House le dice a Norlan (en terapia), que Lydia besó a House y que Norlan es prejuicioso, Norlan le dice a House que pasó 2 horas descifrando el significado de ese beso, House le pregunta sobre la vida personal de Norlan y que arruinó cada oportunidad de ser feliz.
House le pregunta a Lydia cual fue el significado de ese beso, Lydia contesta que solo fue un simple beso y fue porque a Lydia le gusta House, "Liberta-man" vuelve al pabellón con varias partes del hueso rotos. House vuelve a terapia con Norlan, hablan sobre los fracasos y los éxitos de House, ya que House valora más sus fracasos que sus éxitos House dice que el éxito dura unos instantes hasta que alguien lo arruina, los fracasos son para siempre, Norlan contesta que debe superar el fracaso y seguir adelante; le dice a House que no es Dios y debe permitirse ser mejor.
House ve a "Liberta-man" mirando por la ventana, la Dra. Beasley le dice al grupo que en 2 semanas habrá un "show de talentos Mayfield" y que le gustaría que cada uno participara, le dice a Alvie que cante una de sus canciones para el show, House decide salvar a "Liberta-man" porque le robaron su caja de voz y no es una crisis psicótica, le dice a "Liberta-man" que no tiene nada malo y debe hablar. En la tarde Lydia le lleva una partitura para que toquen el piano, House necesita saber que significa y no puede hacer eso, por tanto le dice adiós. Al día siguiente un doctor le da a House un pase de salida para hacer una consulta al padre de Norlan, quien tiene un derrame cerebral, House le dice a Norlan que los doctores no omitieron nada, su cerebro fue remplazado por sangre, él morirá. House regresa al hospital y se encuentra a Lydia llorando, vuelve a besar con ella, por primera vez siente algo por alguien más y llora.
Llega el día del show de talentos y cada uno muestran sus talentos, por fin llega el turno de Alvie y House sube al escenario a rapear con él y se vuelven amigos otra vez.
Al día siguiente House le pregunta a Norlan que si esta mejor por lo de su padre, pero House aún no está curado, después de la terapia House se disculpa con "Liberta-man" por lo que le hizo, Norlan se da cuenta de que está teniendo conexiones con una persona, House lleva a "Liberta-man" con la chica que no habla (Any) y le da una pequeña caja musical, tanto House como Norlan se asombran de que pueda hablar de nuevo y le dan su fiesta de despedida.
House le pide un pase para ir a casa de Lydia a despedirse de ella porque se va a Arizona y House no quiere que se vaya Lydia que todo siga tal y como está. House se deprime porque Lydia se fue y va a hablar con Norlan; le dice que Lydia se fue y está perdido, Norlan le dice que escribirá la carta para la junta médica para que le devuelvan su licencia, House le contesta que es inútil consolarle con un dulce cuando se lastima la rodilla; Norlan le dice que pasaron dos cosas importantes, House salió herido lo que significa que tuvo conexiones muy fuertes con Lydia lo suficiente para extrañarla y fue a hablar con Norlan en vez de ocultarse en un frasco de Vicodin. Al día siguiente le hacen su fiesta de despedida y se despide de su buen amigo Alvie dándole un abrazo y mete su cara de lleno en el pastel. House sale de Mayfield recuperado, mientras Alvie lo observa por la ventana y decide recuperarse tomando sus pastillas.